# 小林永濯

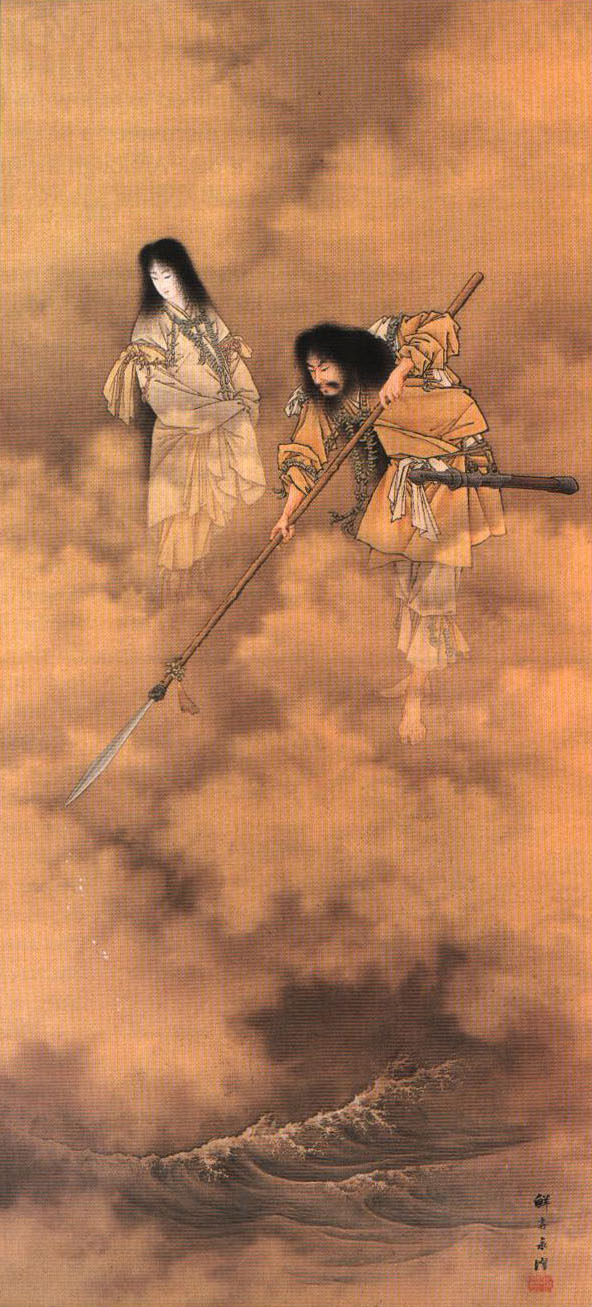
天瓊を以て滄海を探るの図 （以天瓊矛探滄海圖）波士頓美術館收藏的肉筆畫，1880年繪

小林永濯（日语：こばやしえいたく）天保14年三月廿三（1843年4月22日） - 明治23年（1890年）5月27日）江戸時代末至明治時代初的浮世繪畫師、膠彩畫家。

## 經歷
狩野永悳的弟子。名徳直又名徳宣，俗称秀次郎，號“鮮斎永濯”，又號永躍、永瑞、霞堂、永洲、夢魚、梅花堂。日本橋魚市場新場的魚批發商三浦屋吉三郎之子。據說生來因體弱多病而有不觸碰魚的潔癖，只喜歡畫筆。安政2年（1855年）他13歳時，師從中橋狩野家的狩野永悳學習狩野派繪畫，認名徳宣，得號永濯又號永瑞。